# John Pratt Hungerford
John Pratt Hungerford (* 2. Januar 1761 in Leeds, Westmoreland County, Colony of Virginia; † 21. Dezember 1833 im Westmoreland County, Virginia) war ein US-amerikanischer Politiker. Zwischen 1811 und 1817 vertrat er zwei Mal den Bundesstaat Virginia im US-Repräsentantenhaus.

## Werdegang
John Hungerford erhielt eine private Schulausbildung. Nach einem anschließenden Jurastudium und seiner Zulassung als Rechtsanwalt begann er in diesem Beruf zu arbeiten. Außerdem nahm er am Unabhängigkeitskrieg teil. Später schlug er als Mitglied der von Thomas Jefferson gegründeten Demokratisch-Republikanischen Partei eine politische Laufbahn ein. Zwischen 1797 und 1801 gehörte Hungerford dem Abgeordnetenhaus von Virginia an; zwischen 1801 und 1809 war er Mitglied des Staatssenats.
Bei den Kongresswahlen des Jahres 1810 wurde Hungerford im achten Wahlbezirk von Virginia in das US-Repräsentantenhaus in Washington, D.C. gewählt, wo er am 4. März 1811 die Nachfolge von Walter Jones antrat. Das Wahlergebnis wurde aber von seinem Gegenkandidaten John Taliaferro angefochten. Als diesem Einspruch stattgegeben wurde, musste Hungerford sein Mandat am 29. November 1811 an Taliaferro abtreten. Bei den Wahlen des Jahres 1812 wurde er im neunten Distrikt seines Staates erneut in den Kongress gewählt, wo er am 4. März 1813 die Nachfolge von Aylett Hawes antrat. Nach einer Wiederwahl konnte er bis zum 3. März 1817 zwei volle Legislaturperioden im Kongress absolvieren. Diese war zunächst von den Ereignissen des Britisch-Amerikanischen Krieges von 1812 geprägt. An diesem Krieg nahm Hungerford trotz seines Abgeordnetenmandats als Brigadegeneral der Miliz teil.
Zwischen 1823 und 1830 saß John Hungerford noch einmal im Abgeordnetenhaus von Virginia. Er starb am 21. Dezember 1833 auf seinem Anwesen Twiford im Westmoreland County.